# Roberto Matta

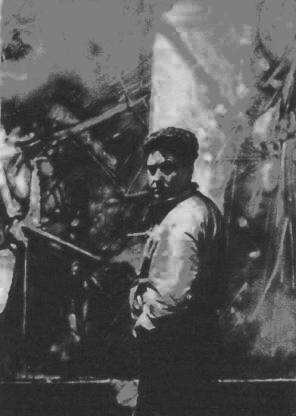
Roberto Matta, 1960

Roberto Antonio Sebastián Matta Echaurren (* 11. November 1911 in Santiago de Chile; † 23. November 2002 in Civitavecchia, Italien) war ein chilenischer Architekt, Bildhauer und Maler, der von 1937 bis 1947 und erneut ab 1957 der Gruppe der Surrealisten angehörte.

## Leben
Nach einem Architekturstudium in Chile ging Matta 1933 nach Paris, arbeitete dort bis 1934 in Le Corbusiers Architekturbüro und suchte dann auf zahlreichen Reisen die Begegnung mit anderen Künstlern. In Spanien lernte er die Dichter Rafael Alberti und Federico García Lorca kennen und begegnete, durch die Vermittlung von Garcia Lorca Salvador Dalí, der ihn seinerseits André Breton empfahl. Dieser erklärte ihn 1937 ungefragt zum Surrealisten. Matta schrieb zunächst Beiträge über Architektur für die surrealistische Revue Minotaure, dann ging er erneut auf Reisen. In London schloss er Bekanntschaft mit dem Bildhauer Henry Moore und dem Künstler Roland Penrose, in Skandinavien mit dem Architekten Alvar Aalto. Es folgte eine Reise nach Russland.

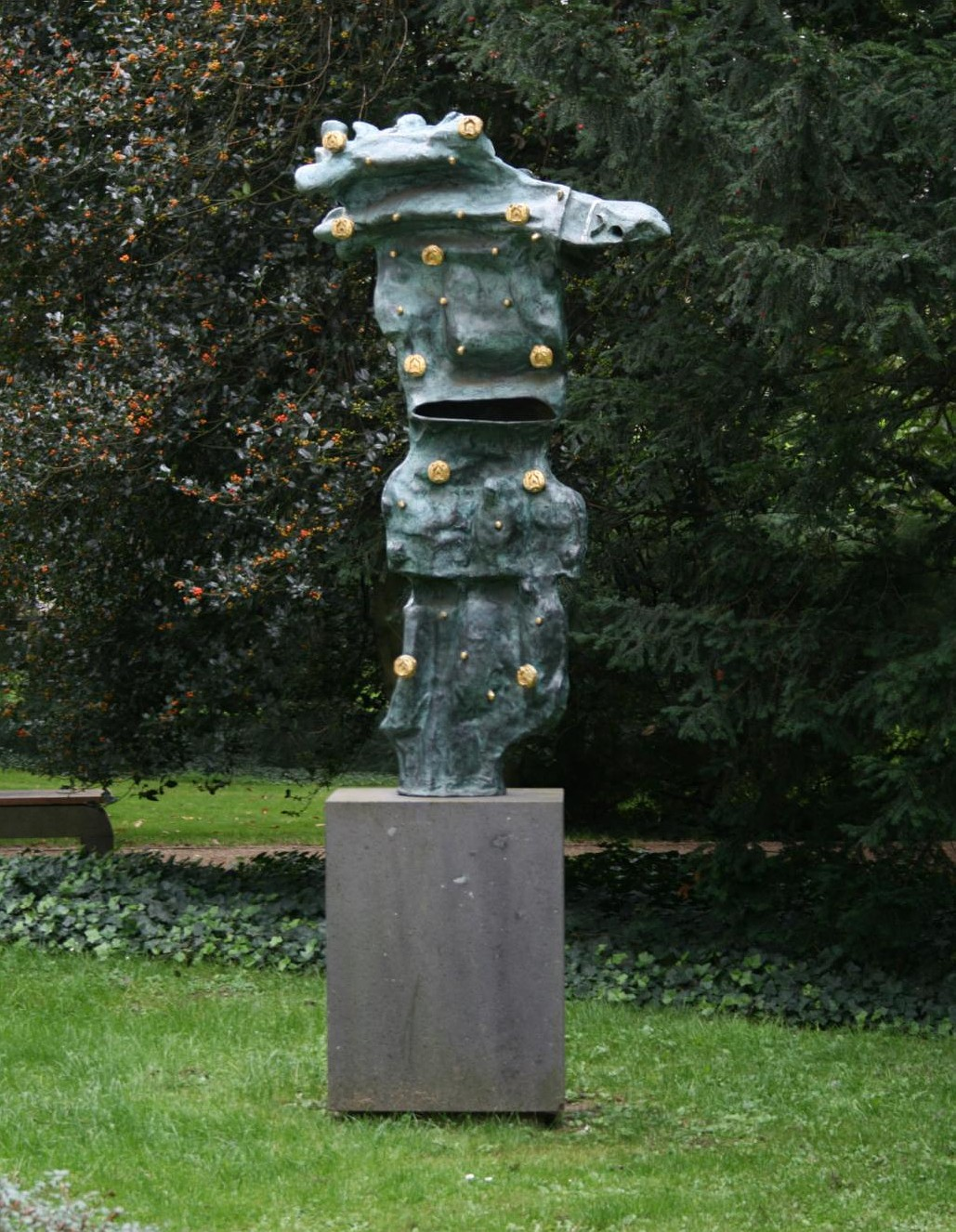
Skulptur Chaosmos (in der Skulpturensammlung Viersen)

Im Jahr 1938 begann Matta, selbst zu malen, und nahm sogleich an der großen Ausstellung Exposition Internationale du Surréalisme in Paris teil. 1939 wanderte er in Anbetracht der Kriegsgefahr nach New York City aus und verzeichnete dort als Maler große Erfolge. Bereits sechs Monate nach seiner Ankunft zeigte er seine Arbeiten 1940 in der Galerie des Kunsthändlers Julien Levy, der die Interessen der Surrealisten in New York vertrat. Allerdings schlossen die Surrealisten Matta 1947 aus (nahmen ihn 1959 aber wieder in ihre Gruppe auf). Nach einem Aufenthalt in Chile kehrte der Künstler 1948 nach Paris zurück und ließ sich schließlich in Italien nieder und wohnte seit den 1960er Jahren in Tarquinia im Latium. In Rom arbeitete er in den 1950er-Jahren zeitweise in Ateliergemeinschaft mit Fabius von Gugel (1910–2000). Er arbeitete in den 1960er-Jahren wiederholt in Kuba mit Studenten zusammen und nahm 1968 am ersten Kulturkongress in Havanna teil. Er engagierte sich auch während der Studentenunruhen des Mai 1968 und nahm vehement zu Pinochets Putsch in Chile 1973 Stellung. Seit 1981 war er Ehrenmitglied der American Academy of Arts and Letters. Im Jahr 1992 erhielt Matta den Prinz-von-Asturien-Preis im Bereich Kunst.
Roberto Antonio Sebastián Matta Echaurren starb im Jahr 2002 einige Tage nach der Vollendung seines 91. Lebensjahres in Civitavecchia bei Rom.
Matta ist der Vater der Künstler Gordon Matta-Clark und Ramuntcho Matta.

## Werk

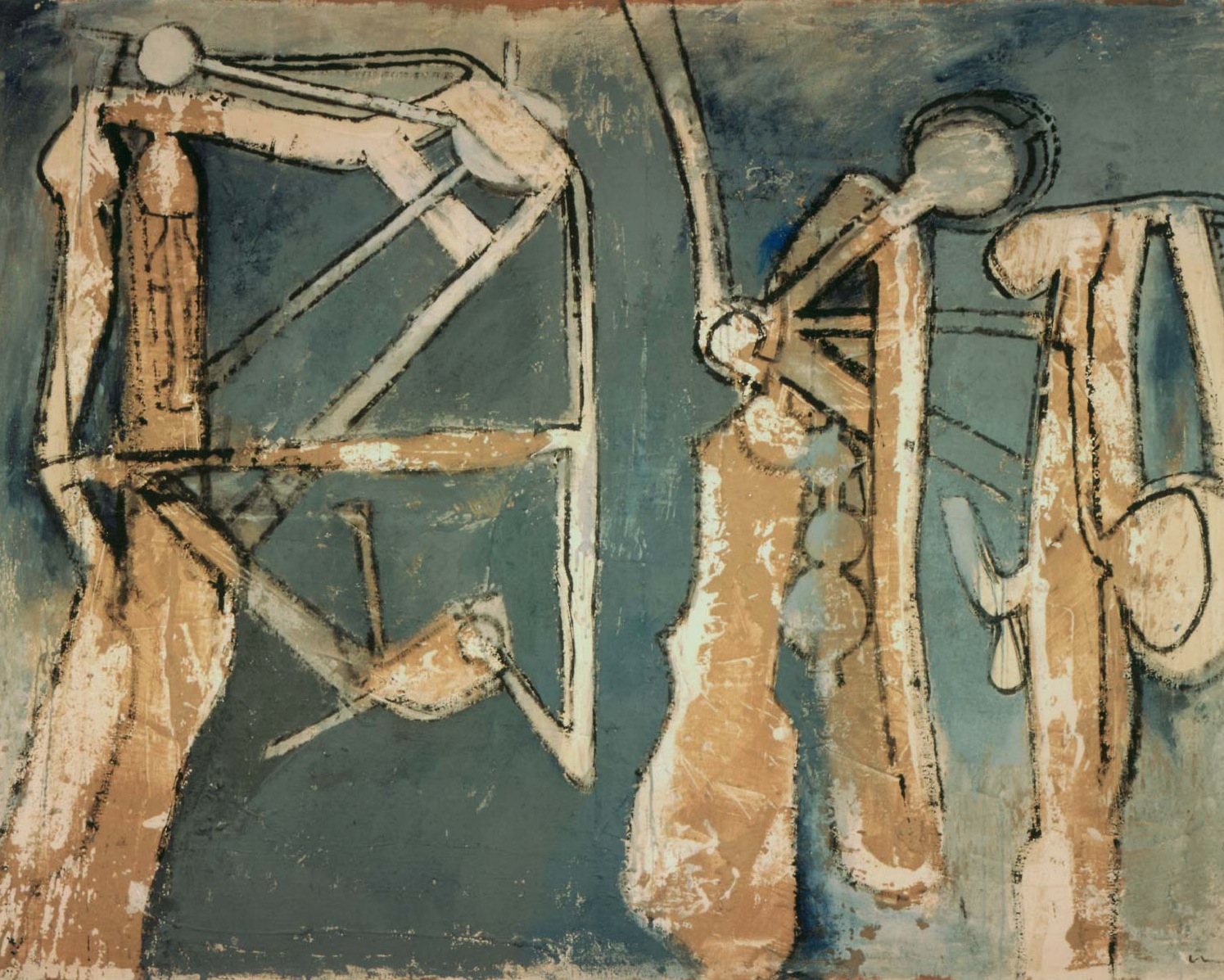
Roberto Matta: Drei Figuren, 1958, M.T. Abraham Foundation.

Matta ist vor allem für die Entwicklung der von ihm technique des morphologies psychologiques (Technik der psychologischen Morphologien) genannten Maltechnik bekannt, die eine Umsetzung der von den Surrealisten verteidigten literarischen Technik der Écriture automatique (automatische Schreibweise) in die Bildende Kunst ist. Sie zeichnet sich dadurch aus, dass zunächst Farbe mit einem Schwamm über die Leinwand verteilt wird und dieser Farbauftrag die spätere Pinselführung bestimmt (siehe auch: Automatismus).
Die Werke Mattas stehen oft in starkem Bezug zu den jeweils aktuellen Geschehnissen und spiegeln sein politisches Engagement wider. Er behandelte beispielsweise den Prozess von Ethel und Julius Rosenberg (Les roses sont belles), die Anwendung der Folter im Algerienkrieg (La Question) oder die Hinrichtung des Kommunisten Julián Grimau in Spanien (Les puissances du désordre). Zudem war er ein aktiver Unterstützer Salvador Allendes. Matta verstand sich als Sozialist.

## Ausstellungen (Auswahl)
- 1938: Teilnahme an der Exposition Internationale du Surréalisme in Frankreich, Paris
- 1940: Ausstellung in New York, Galerie Julien Levy
- 1959: Teilnahme an der documenta II, Deutschland, Kassel
- 1964: Teilnahme an der documenta III, Deutschland, Kassel
- 1977: Teilnahme an der documenta 6, Deutschland, Kassel
- 2002: Roberto Matta – Le Grand Burundun, Schweiz, Genf, Musée d’art moderne et contemporain
- 2002: Matta in America: Paintings and Drawings of the 1940s, USA, Chicago, Museum of Contemporary Art
- 2002: Städtische Galerie im Park Viersen

postum
- 2003: Exposicion de Roberto Matta – Coleccin Santa Cruz – Yaconi, Chile, Santiago, Museo de Artes Visuales
- 2003: Matta 1938–1971. La grande avventura dell'uomo che amava l proibito, Italien, Bologna, Galleria de' Foscherari
- 2004: Matta: Making the Invisible Visible, Chesnut Hill, McMullen Museum of Art
- 2004: Matta – Début d'un nouveau monde, Frankreich, Paris, Maligue
- 2004: Roberto Matta, USA, Washington D.C., Art Museum of the Americas
- 2007: Gravures – Roberto Matta, Schweiz, Zürich, Galerie Renée Ziegler
- 2012/13: Matta. Fiktionen, Deutschland, Hamburg, Bucerius Kunst Forum, anschließend im Museum Frieder Burda, Baden-Baden

## Werke (Auswahl)
- um 1942: Le pelerin du doute, Bunt- und Bleistiftzeichnung, Paris, Privatsammlung
- 1952: Les roses sont belles
- 1958: La Question
- 1958: Trois Etres-Constellations face au feu, Wanddekoration, Paris, Palais de l’UNESCO
- 1962: Les puissances du désordre
- 2002: Chaosmos, Bronze, Skulpturensammlung Viersen.